# Strossmayeria bakeriana
Strossmayeria bakeriana är en svampart som först beskrevs av Henn., och fick sitt nu gällande namn av Iturr. 1990. Strossmayeria bakeriana ingår i släktet Strossmayeria och familjen Helotiaceae.  Arten är reproducerande i Sverige. Inga underarter finns listade i Catalogue of Life.